# حويسي لكاح (أفركات)
حويسي لكاح هي إحدى مشيخات المملكة المغربية، تتبع جغرافيا لإقليم كلميم وإداريًا لأفركات. يقدر عدد سكانها بـ 469 نسمة حسب الإحصاء الرسمي للسكان والسكنى لسنة 2004.